# Ihala Kumbukwewa
Ihala Kumbukwewa är en administrativ by i Sri Lanka.   Den ligger i provinsen Southern Province, i den södra delen av landet, 140 km öster om huvudstaden Colombo.